# Reisjärvi

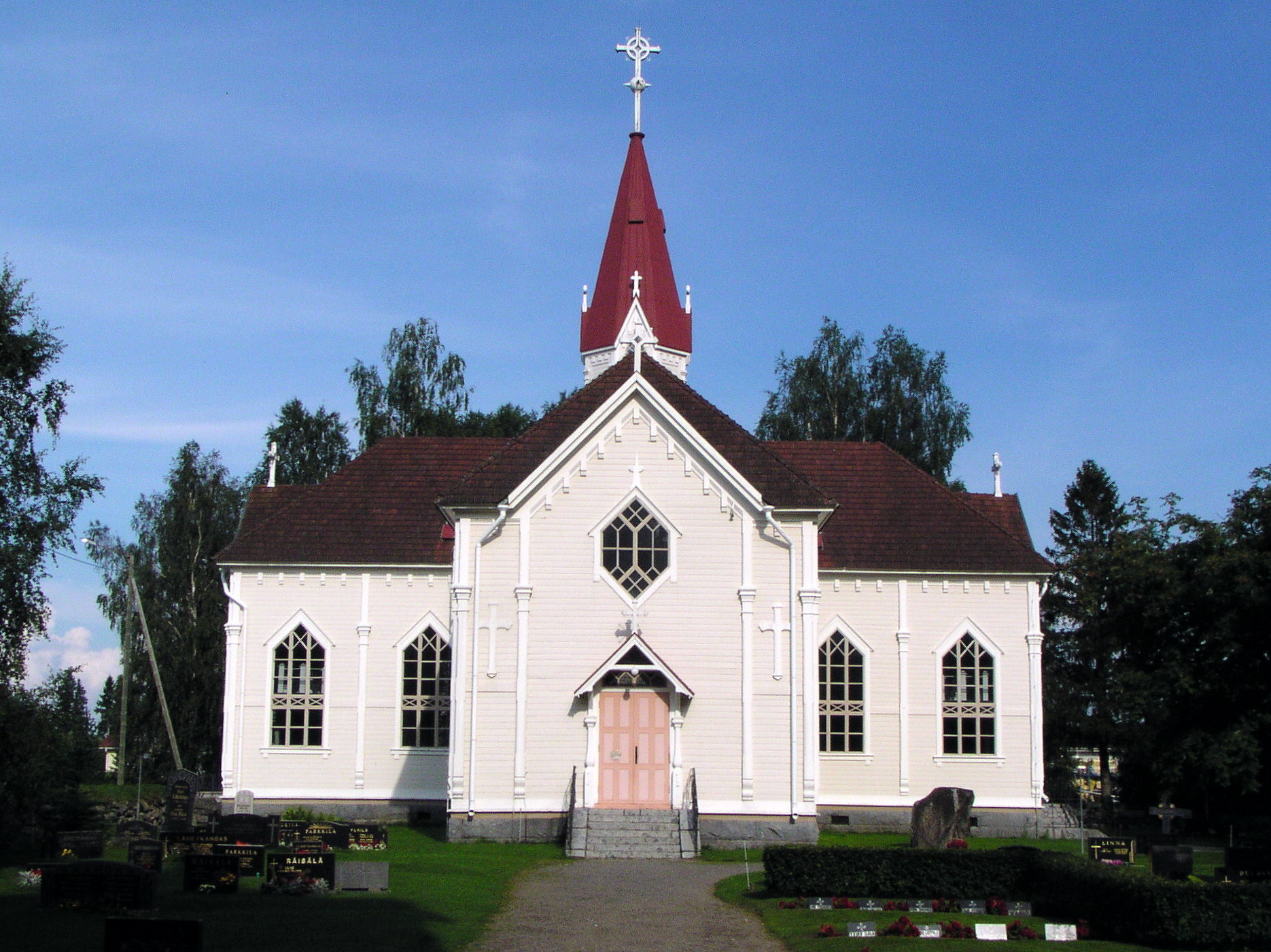
Igreja em Reisjärvi.

Reisjärvi é uma cidade localizada na província de Oulu, na Finlândia, com uma população de 2.980 habitantes.